# Jure Godler
Jure Godler, slovenski komik, televizijski voditelj, podcaster, pisatelj in skladatelj, * 24. marec 1984, Brežice. 

## Življenjepis
Rodil se je in odraščal v Brežicah. Po končani Srednji glasbeni in baletni šoli se je vpisal na študij angleščine, a ga ni končal. Odločil se je za študij kompozicije na Akademiji za glasbo Mozarteum v avstrijskem Salzburgu. Svoj študij je posvetil predvsem raziskovanju življenja in del Wolfganga Amadeusa Mozarta. V glasbeni šoli se je spoznal s Tilnom Artačem. Združil ju je skupni talent imitiranja učiteljic. Skupaj sta se predstavila v rubriki "5 minut slave" v oddaji Tistega lepega popoldneva. Tam sta ju opazila Sašo Hribar in Bojan Krajnc, ki sta ju povabila k soustvarjanju radijske oddaje Radio Ga-Ga in kasneje še televizijske oddaje Hri-bar s Sašom Hribarjem. 

### Televizija
V tandemu z Artačem je Godler na Televiziji Slovenija ustvarjal oddaje Kdo si upa na večerjo?, Zaigraj še enkrat, sam in Poldnevnik. Leta 2015 je na televiziji Planet TV začel z vodenjem satirične oddaje Ta teden z Juretom Godlerjem, kjer komentira politične in družbene dogodke minulega tedna. Oddaja za jesen 2022 napoveduje že 16. sezono in je na sporedu na Planetu neprekinjeno že 7 let. Za oddajo je prejel več nagrad. Med njimi Žaromet za voditelja razvedrilne oddaje 2018, Žaromet za najbolj nabrušen jezik 2016 in 2017 ter strokovnega Viktorja za najboljšo razvedrilno TV oddajo 2016. 
Leta 2017 je predsedniku države Borutu Pahorju med volilno kampanjo podaril svojega Viktorja, saj da je ravno Pahor zaslužen za vsebino in uspešnost oddaje Ta teden z Juretom Godlerjem. 
Leta 2020 je Jure Godler začel voditi kviz Milijonar, s tem je zamenjal prejšnjega voditelja Slavka Bobovnika. Prva epizoda kviza, ki jo je vodil, je bila na sporedu 2. marca 2020 na Planet TV. 

### Predstave
Z Artačem sta sodelovala pri predstavi glasbeni predstavi GodArt. Ustvarjal je tudi avtorsko glasbeno predstavo Čisto pravi Mozart. V Špas teatru je s Klemnom Bunderlo igral v predstavi Bunderla & Godler šov, v SitiTeatru pa z Ladom Bizovičarjem Predstavo za vsako priložnost.

### Podcast
Sodeloval je pri vodenju več oddaj na podcast mreži Apparatus, redno le v podcastu Opazovalnica, kjer z Anžetom Tomićem komentirata nekatere serije, med njimi Zvezdne steze, Office, The Crown ter popularno sceno, vsakdanjosti in razne produkte. V Opazovalnici Godler razkriva tudi svoje konjičke, med njimi angleška kraljeva družina, šampanjci, serije ipd.
Leta 2020 sta začela z Davidom Urankarjem ustvarjati avdio in video podcast Gospoda, v katerem promovirata omiko, bonton in dobre plati gosposkega življenja. 

### Dramatika in leposlovje
Napisal je nekaj krajših dramskih del, ki jih je predstavljal v podcastu Opazovalnica. Leta 2019 je izdal svoj dramski prvenec Predsednikova norost. Dramsko delo govori o tem, kaj bi se zgodilo, če bi predsednik države postal nesposoben za opravljanje funkcije. Leta 2020 je izdal satirično kriminalko »Casino Banale«, serijo dogodivščin dveh nespretnih agentov Sove v letu 2021 nadaljujavl z romanom »Vohun, ki me je okužil«, leta 2022 pa prihaja še tretji del kriminalne zgodbe, ki pa nosi naslov »Doktor Nobody«.

## Nagrade
- 2006 - Viktor za obetavno medijsko osebnost.[6]
- 2016 – viktor za najboljšo razvedrilno TV oddajo
- 2016 – žaromet za najbolj nabrušen jezik
- 2017 – žaromet za najbolj nabrušen jezik
- 2018 – žaromet za voditelja razvedrilne oddaje